# FCSR Haguenau
FCSR Haguenau (Football Club Sports Réunis Haguenau), manchmal auch FR Haguenau, ist ein französischer Fußballverein aus Haguenau (dt. Hagenau), einer Stadt im Elsass. Der Klub spielt derzeit (Saison 2013/14) in der sechstklassigen Division d’Honneur.

## Geschichte des SR Haguenau
Der Klub wurde 1920 in Hagenau gegründet. Den bis heute größten Erfolg in der Vereinsgeschichte feierte er 1977 mit dem Aufstieg in die Division 2 (heute Ligue 2). Zum Ende der Saison 1977/78 stieg man jedoch wieder aus der Division 2 ab. 1975, 1976 und 1979 gelang der Sieg in der Coupe d’Alsace, dem regionalen Pokalwettbewerb. Im Landespokal stieß SR 1975/76 und 1976/77 sogar jeweils bis ins Sechzehntelfinale vor. 1987 fusionierte der SR Haguenau dann mit dem FC Haguenau zum FCSR Haguenau, womit der SR Haguenau aufhörte zu existieren.

## Geschichte des FC Haguenau
Der FC Haguenau wurde 1900 gegründet. Während der deutschen Besatzungszeit spielte der FC Hagenau von 1940 bis 1944 in der Gauliga Elsaß.

## Geschichte als FCSR
In der Saison 1987/88 begannen sie in der damals sechstklassigen Promotion d’excellence. 1989 stiegen die Elsässer als Tabellenführer in die Division d’Honneur auf, die damals die fünfthöchste Spielklasse war.
In der Folgesaison schaffte die Mannschaft den Durchmarsch, als der Aufstieg in die Division 4 gelang. Und der Durchmarsch ging weiter, als die Hagenauer 1994, als Tabellenführer, in die Division 3 aufstiegen. Die Saison 1992/93 beendete man als Tabellenneunter. Als das französische Ligasystem reformiert wurde, spielte der Klub aus der elsässischen Kleinstadt fortan in der nun viertklassigen National 2. Als Tabellenführer konnte der Klub die Saison 1993/94 beenden. Das war gleichbedeutend mit dem Aufstieg in die Drittklassigkeit. In der Saison 1994/95 konnte der FCSR Haguenau nur den 14. Tabellenplatz belegen. In der Saison darauf belegte der Klub den 17. Rang, was gleichbedeutend mit dem Abstieg in die neue CFA 2 (ersetzte die National 2) war.
Die Elsässer spielten dort bis 2000, um dann wieder in die neue CFA aufzusteigen. Die Saison 2000/01 war dagegen eine Katastrophe. Am Ende stand der direkte Wiederabstieg. In der CFA 2 spielte der FCSR nun bis 2004, um dann in die Division d’Honneur (mittlerweile die sechsthöchste Spielklasse) abzusteigen. Als Tabellenführer meisterte man die Saison 2004/05, um direkt wieder aufzusteigen. Bis 2009 spielten sie wieder in der CFA 2, um dann wieder den Gang in die Sechstklassigkeit anzutreten. Dort spielen sie bis heute.

## Frühere Spieler
- Régis Dorn
- Régis Gurtner (in der Jugend)
- Jeff Kornetzky (in der Jugend)
- Roland Wagner

## Frühere Trainer
- Alexander „Elek“ Schwartz (1978/79 Trainer von SR Haguenau)

## Erfolge als SR Haguenau
- Aufstieg in die Ligue 2: 1977
- Gewinn der Coupe d’Alsace: 1975, 1976 und 1979